# 18: 우리들의 성장 느와르
"18: 우리들의 성장 느와르"는 2014년에 개봉한 대한민국의 영화이다.

## 캐스팅
- 이재응: 한동도 역
- 차엽: 황현승 역
- 이익준: 이동철 역
- 배유람: 임대현 역
- 서주아: 연희 역
- 강혜경: 윤영 역
- 김광섭: 종영 역
- 남태부: 덕화 역
- 유경훈: 무늬 역
- 정구환: 대중 역
- 장래군: 라진 역
- 김태준: 영권 역
- 강민석: 진수 역
- 한근섭: 반장 역
- 사현진: 동도 모 역
- 김재록: 동철 부 역
- 조하석: 선생님 1 역
- 오희준: 부천고 패거리 1 역
- 곽민규: 부천고 패거리 3 역